# 尉眷
尉眷（？—463年），鮮卑姓尉遲氏，代人。官至太尉、侍中，爵封漁陽王，諡號莊，北魏明元帝、太武帝、文成帝時期大臣。

## 生平

### 明元帝時期
尉眷是北魏遼西公尉諾的長子，為人忠心謹慎，類似其父親，明元帝之時，為左右侍從之長，拜官大官令，當時侍臣受斤逃亡至柔然，拓跋嗣下詔令尉眷追捕，來到柔然王庭後，柔然可汗大檀問其緣故，尉眷回答：「受斤有罪於天子，逃避刑罰來到此地，你們不及時執捕送還，因此由我前來取之。」於是尉眷便在大檀的面前擒拿受斤。此後尉眷便以驍勇果敢而聞名，遷官司衛監。泰常七年（422年），拓跋嗣巡幸幽州，尉眷輔佐太子拓跋燾留守平城，同年跟隨軍隊攻打劉宋的河南地區，尉眷都督高車族的騎兵作戰，臨陣突擊，勇往直前，宋軍皆震懼。泰常八年（423年）太武帝拓跋燾即位，命令尉眷等八人分典四部。控掌機要之事，封山桑侯，加軍號陳兵將軍。

### 太武帝前期
後為安北將軍，鎮守北方，始光元年（424年），柔然可汗大檀南下攻打雲中，十二月尉眷與平陽王長孫翰率兵在祚山共擊柔然別部帥阿伏干，進軍至歌刪山，再破柔然庫仁真、莫孤等軍隊，斬首千餘首級。隔年（424年）再度率軍討伐柔然，和汝陰公長孫道生進軍至白漠和黑漠之間，攻破柔然的東部，凱旋而歸。始光四年（427年），北魏發動對夏國的作戰，隔年（428年）尉眷領軍由南道出兵，在上邽攻擊赫連昌，赫連昌退守平涼，當時魏軍戰馬多病死，且缺乏糧草，主帥奚斤命令臨淮公丘堆於當地民間強徵糧秣，但被赫連昌偷襲擊敗，赫連昌乘著勝利每天抄略駐紮在安定的魏軍主力，魏軍無法出城割草牧馬，困守城中，主帥奚斤反對決戰，堅守城池等待救援，因此監軍侍御史安頡私底下與尉眷商討，揀選兵士埋伏在城下，等待赫連昌到來後，出兵偷襲擊破其軍隊，並且俘虜赫連昌。以功績拜寧北將軍，加散騎常侍，封漁陽郡公。

### 太武帝後期
延和元年（432年），拓跋燾親征北燕，尉眷率騎兵萬人為前鋒，勸降兩千餘戶，後轉為虎牢鎮都大將，安南將軍。太延五年（439年）張掖王禿髮保周起兵反叛，隔年（440年）下詔命尉眷和永昌王拓跋健領軍討伐，在番禾擊破保周軍隊，保周遁走，尉眷率騎兵追擊，保周最後自殺，詔令尉眷留鎮涼州，再轉敦煌鎮都大將，破吐谷渾，俘虜三千多人。尉眷曾經鎮守過各邊境戌鎮，威名並著。

### 文成帝時期
魏文成帝拓跋濬太安二年（456年），率軍隊北伐伊吾，攻破其城後大肆掠奪凱旋而歸，升官至太尉、侍中、陞爵為漁陽郡王，與太宰常英等人評尚書事。太安四年（458年），拓跋濬御駕北巡，途中正巧降雪，準備還都，尉眷勸說：「今日出巡勞師動眾，原藉此威嚇北方的敵人，然而只離開京師平城不遠，便要旋駕而還，敵人聽聞必定懷疑我國發生內患，現在雖然降下大雪氣候寒冷，兵士們也極為勞苦，但以經略國家大事的角度，應該繼續往前巡行。」魏文成帝聽從了。尉眷以國家老臣的身分，特賜其扶杖上殿，和平四年（463年）過世，拓跋濬哀悼惋惜。

## 家庭

### 兄弟姐妹
- 尉地干，北魏散骑常侍、左光禄大夫、库部尚书、兼领侍辇郎、燕郡惠公
- 尉侯头，北魏库部尚书、乐陵公
- 尉力斤，北魏冠军将军、并州刺史、晋阳侯
- 尉焉陈，北魏尚书、安乐侯
- 尉欢，北魏辽西公

### 兒子
- 尉多侯，征西大將軍、敦煌鎮都大將、漁陽王
- 尉某，尉庆宾之父